# McDonnell Douglas

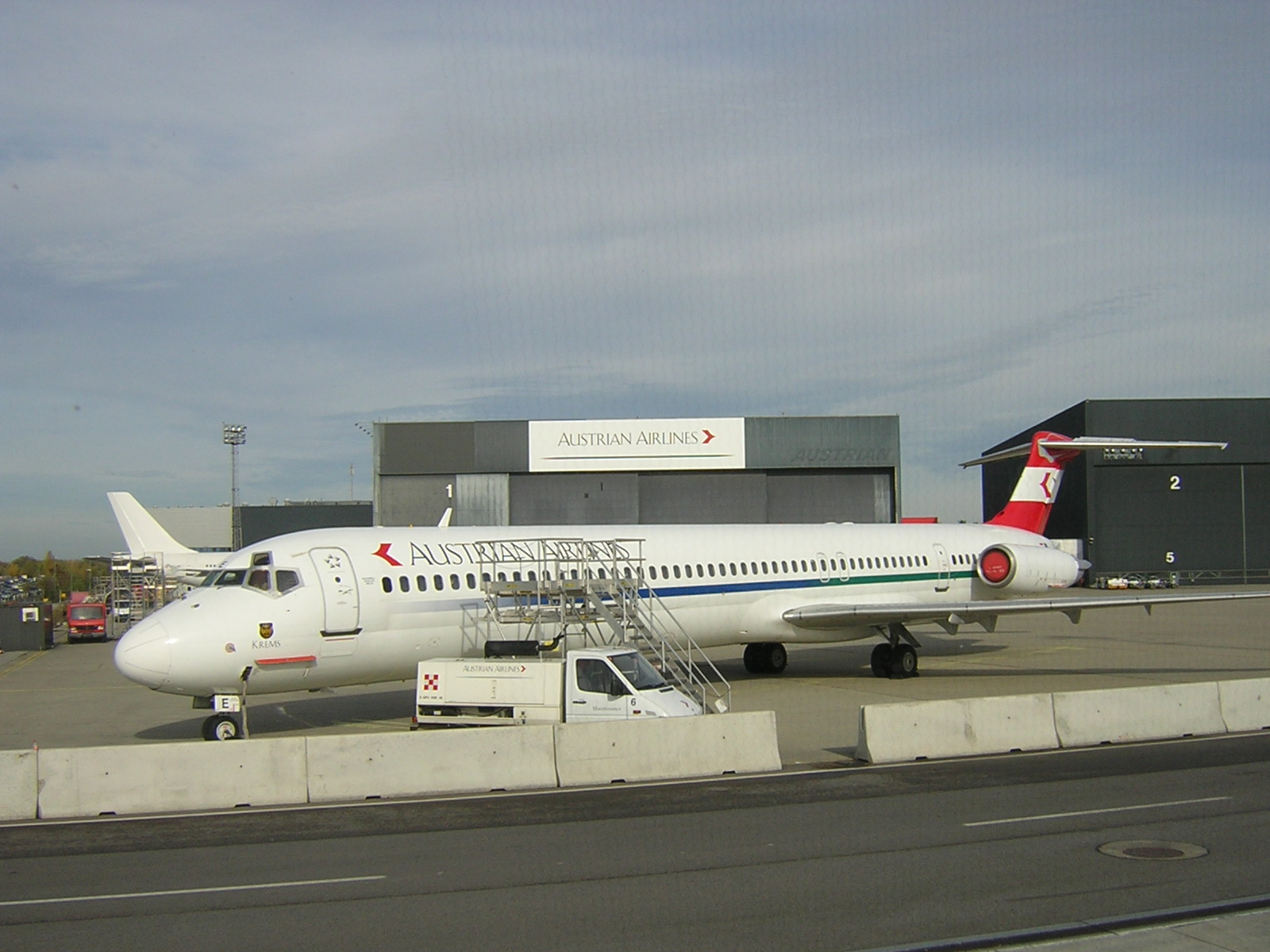
Остання цивільна модель компанії MD-83 (2004)

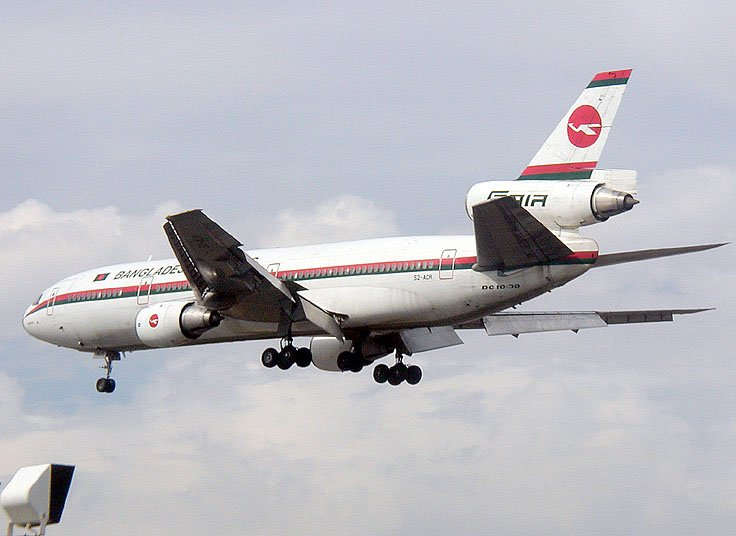
Найбільш відомий широкофюзеляжний літак DC-10, якому належали світові рекоди дальності польотів

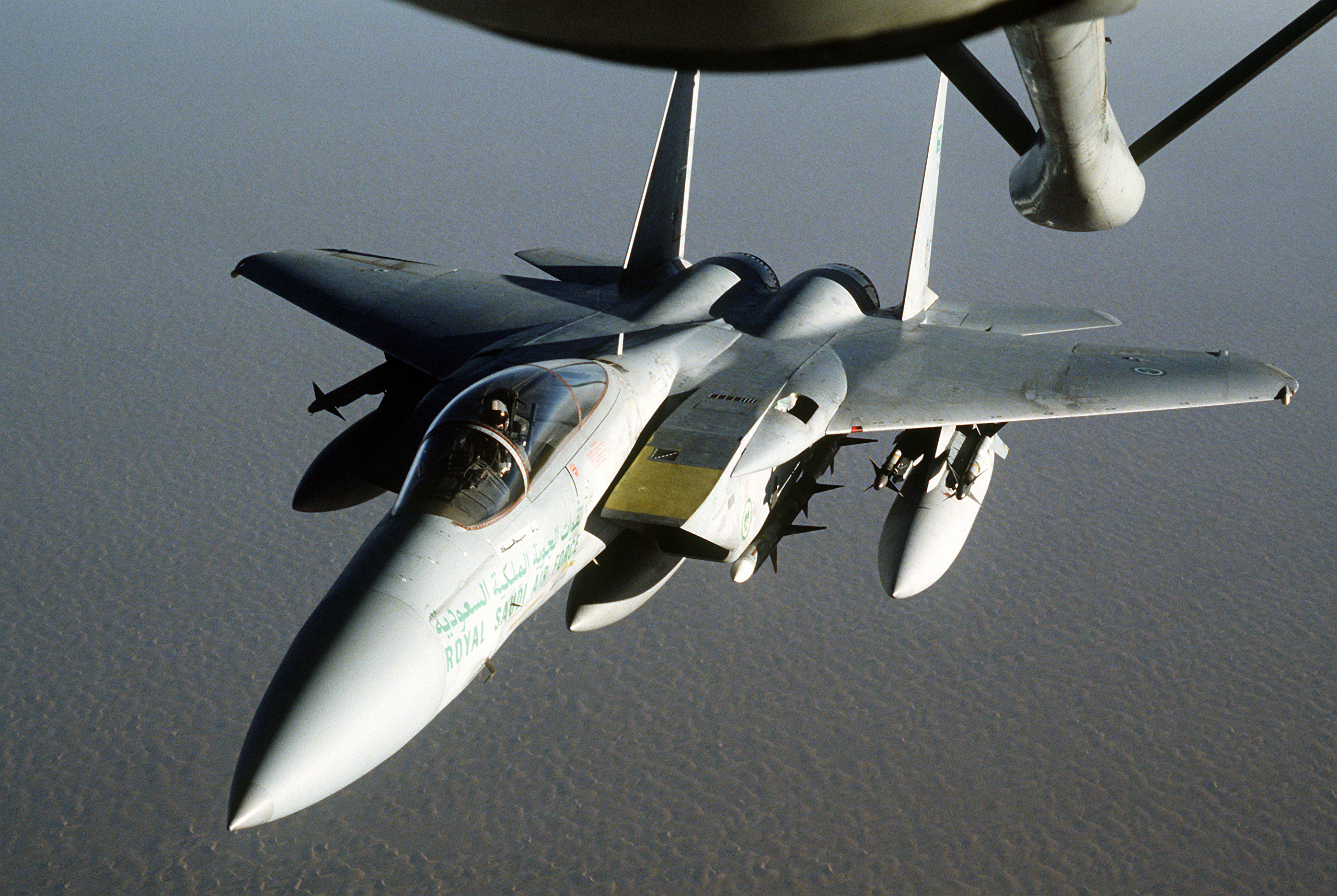
F-15 Eagle

McDonnell Douglas — американська авіабудівна компанія, що базувалася в Сент-Луїсі, штат Міссурі. Заснована в 1967 році в результаті злиття авіабудівних компаній McDonnell Aircraft Corporation і Douglas Aircraft Company. Один з найбільших виробників комерційних авіалайнерів та військових літаків другої половини XX століття. В 1997 році об'єднана з Boeing в Boeing Company — найбільшу світову аерокосмічну корпорацію.

## Цивільні літаки
- DC-10 — поряд з «Джумбо-джет» Boeing 747 та Lockheed L-1011 TriStar — один з трьох найбільших в світі за пасажіромісткістю літаків свого часу (380 місць). Літав на рекордних за дальністю трансокеанських пасажирськіх комерційних лініях — Париж—Нью Йорк, Лондон-Вашингтон, Сан Франциско-Сидней та Лос-Анджелес-Мельбурн. Він також сумно відомий в світі рекордними за кількістю жертв аваріями і катастрофами через деякі технічні недоліки конструкції.

## Воєнні літаки
- F-15- Наприкінці 1960-х компанія розробила і випускала винищувач F-15 Eagle, який здійснив свій перший політ в 1972 році, був прийнятий на озброєння в 1974 році і став основним бойовим літаком ВПС США. До червня 2004 року F-15 утримував своєрідний бойовий рекорд, маючи 101 повітряну перемогу і нуль поразок.
- Багатоцільовий F/A-18 Hornet був створений в 1975 році на замовлення ВМС США як палубний винищувач для авіаносних груп. Свій перший політ здійснив в 1978 році і був прийнятий на озброєння в 1983 році. Всього було побудовано 1200 Hornet'ів.